# Roger Dean
William Roger Dean (* 31. srpna 1944 Ashford, Kent) je anglický umělec. Nejvíce je znám pro svou práci na obalech alb hudebníků, které začal malovat koncem 60. let a které většinou představují exotické a fantastické krajiny.

## Životopis
Narodil se v Anglii, ale strávil hodně času za svého dětství stěhováním po celém světě, protože jeho otec byl důstojníkem Britské armády. Rodina se do Anglie vrátila v roce 1959, kde se mu dostalo uměleckého vzdělání na The Norton Knatchbull School. Později získal Diplom designérství na Kentském institutu Umění a Designu v Canterbury. V roce 1968 absolvoval na Royal College of Art v Londýně. Když začal dělat na poli designu, začal rozlišovat mezi designem (přepracováváním předloh) a invencí (tvorbou něčeho nového). Jedním z jeho tvůrčích děl bylo "mořské křeslo". Bylo to pěnové křeslo, které bylo kulovitého tvaru a přizpůsobilo se uživateli tak, že mohl sedět v různých úhlech. Později byl požádán navrhnout řadu podobných křesel pro klub patřící Ronnie Scottovi. Křeslo podle jeho návrhu bylo použito ve filmu A Clockwork Orange.
Svůj prvním obal alba udělal v roce 1968 pro skupinu Gun. V roce 1971 navrhoval obal pro první album africko-karibské skupiny Osibisa, což mu přineslo více zájmu o jeho práci. Později v témže roce začal spolupracovat se skupinou Yes (což jej nejvíce proslavilo) když navrhl obal pro jejich album Fragile. Navrhl typické logo skupiny Yes, které se poprvé objevilo na albu Close to the Edge a na albech skupiny se objevovalo až do roku 1999 na albu The Ladder. Kytarista Yes , Steve Howe řekl: "Mezi naší hudbou a Rogerovými obrazy je dosti úzká souvislost".
I když je znám jako tvůrce scenerií z jiného světa, které vytvořil pro skupiny Yes, Budgie , Uriah Heep, Gentle Giant a další skupiny, řekl, "Nemyslel jsem si o sobě, že jsem malíř fantazie, ale že jsem malíř krajinář". Charakteristické krajiny představují nádherné kamenné oblouky (Arches Mist) nebo plovoucí ostrovy, zatímco mnohé malby představují různorodá prostředí (jako na obalu pro album Anderson Bruford Wakeman Howe). Ačkoliv převážně používá techniku akvarelu, mnohé z jeho děl jsou vytvořeny použitím různorodé techniky malby včetně kvaše, tuše, emajlu, pastelu a koláže.

## Obaly alb

### Osibisa
- 1971 Osibisa
- 1971 Woyaya

### Atomic Rooster
- 1971 In Hearing of Atomic Rooster
- 2002 Resurrection

### Yes
- 1971 Fragile
- 1972 Close to the Edge
- 1973 Yessongs
- 1973 Tales from Topographic Oceans
- 1974 Relayer
- 1975 Yesterdays
- 1980 Drama
- 1980 Yesshows
- 1981 Classic Yes
- 1991 Union
- 1991 Yesyears
- 1992 Yesstory
- 1996 Keys to Ascension
- 1997 Keys to Ascension 2
- 1997 Open Your Eyes
- 1998 Keys to Ascension Volumes 1 and 2
- 1999 The Ladder
- 2000 House of Yes: Live from House of Blues
- 2001 Keystudio
- 2002 In a Word: Yes (1969–)
- 2004 The Ultimate Yes: 35th Anniversary Collection
- 2005 The Word Is Live
- 2011 Fly from Here
- 2011 In the Present – Live from Lyon
- 2014 Heaven & Earth

### Budgie
- 1972 Squawk
- 1973 Never Turn Your Back on a Friend
- 1996 An Ecstacy of Fumbling - The Definitive Anthology

### Uriah Heep
- 1972 Demons and Wizards
- 1972 The Magician's Birthday
- 1995 Sea of Light
- 2001 Acoustically Driven
- 2001 Remasters: The Official Anthology

### Gentle Giant
- 1972 Octopus

### Greenslade
- 1973 Greenslade
- 1973 Bedside Manners Are Extra

### Steve Howe
- 1975 Beginnings
- 1979 The Steve Howe Album
- 1991 Turbulence
- 1994 Not Necessarily Acoustic
- 2003 Elements

### Asia
- 1982 Asia
- 1983 Alpha
- 1985 Astra
- 1990 Then & Now
- 1994 Aria
- 2001 Aura
- 2008 Phoenix

### Anderson Bruford Wakeman Howe
- 1989 Anderson Bruford Wakeman Howe
- 1993 An Evening of Yes Music Plus

### Rick Wakeman
- 1993 Rick Wakeman’s Greatest Hits
- 1999 Return to the Center of the Earth

### The London Symphony Orchestra
- 1997 Symphonic Rock: American Classics
- 1997 Symphonic Rock: The British Invasion, Vol. 1
- 1998 Symphonic Rock: The British Invasion, Vol. 2

### The London Philharmonic Orchestra
- 1995 The London Philharmonic Orchestra Plays The Music of Pink Floyd

### Různé projekty
- 1968 Gun, Gun
- 1969 Earth & Fire, Earth & Fire
- 1970 Elastic Rock, Nucleus
- 1970 One Fine Morning, Lighthouse
- 1971 Dedicated to You But You Weren’t Listening, Keith Tippett Group
- 1971 Space Hymns, Ramases
- 1972 Octopus, Gentle Giant
- 1972 First Base, Babe Ruth
- 1973 Spring Suite, McKendree Spring
- 1973 One Live Badger, Badger
- 1973 SNAFU, Snafu
- 1974 Staircase to the Day, Gravy Train
- 1976 Cactus Choir, Dave Greenslade
- 1977 Natural Avenue, John Lodge
- 1983 Breaking Starcodes, Barry Devlin
- 1989 Eat Me in St. Louis, It Bites
- 1993 Symphonic Music of Yes
- 1995 Tales from Yesterday, multi-artist Yes tribute
- 1995 Us and Them: Symphonic Pink Floyd
- 1996 Supernatural Fairy Tales: The Progressive Rock Era
- 1997 The Moray Eels Eat The Space Needle, Space Needle
- 1998 Yes, Friends and Relatives
- 1998 Ad Infinitum, Ad Infinitum
- 2000 Yes, Friends and Relatives Volume 2
- 2002 Flattening Mountains and Creating Empires, Vermilion
- 2003 The Iridium Controversy, Birdsongs of the Mesozoic
- 2005 The Inconsolable Secret, Glass Hammer
- 2006 White, White

## Obaly videoher
- 1986 Brataccas, Mindscape Inc./Psygnosis
- 1987 Barbarian, Psygnosis
- 1987 Terrorpods, Psygnosis
- 1988 Baal, Psygnosis
- 1988 Chrono Quest, Psygnosis
- 1988 Obliterator, Psygnosis
- 1989 Shadow of the Beast, Psygnosis/Reflections
- 1989 Stryx, Psyclapse
- 1990 Infestation, Psygnosis
- 1990 Shadow of the Beast II, Psygnosis/Reflections
- 1991 Amnios, Psygnosis
- 1991 Ork, Psygnosis
- 1992 Agony, Psygnosis
- 1992 Faceball 2000, Bullet-Proof Software
- 2001 Tetris Worlds, THQ
- 2007 Tetris Splash, Tetris Online, Inc. (titulní obrazovky)

## Knihy
- The Flights of Icarus (ISBN 0-905895-16-9 editor, přispěvatel)
- Views (ISBN 1-56640-448-7)
- Magnetic Storm (ISBN 978-1905814589)
- Dragon's Dream (ISBN 978-0061626975)